# Genevieve Sasseville
Genevieve Sasseville (13 de febrero de 2003) es una deportista de Canadá que compite en natación. Ganó dos medallas de bronce en el Campeonato Mundial Junior de Natación de 2019, en las pruebas de 4 × 200 m libre y 4 × 100 m estilos.